# Eric Curbelo
Eric Curbelo de la Fe (Telde, 14 gennaio 1994) è un calciatore spagnolo, difensore dello Sporting Gijón.

## Caratteristiche tecniche
È un terzino destro.

## Carriera
Nato a Telde nelle Isole Canarie, cresce nel settore giovanile del Telde con cui debutta in Tercera División nel 2013. Il 20 agosto 2015 firma con il Leioa dove gioca 4 incontri in Segunda División B prima di rescindere il proprio contratto a causa dello scarso utilizzo. Nel seguente mercato invernale firma con il Las Palmas che lo aggrega alla propria seconda squadra. Il 2 gennaio 2019 viene definitivamente promosso in prima squadra, dove debutta 5 giorni dopo nell'incontro pareggiato 0-0 contro il Rayo Majadahonda.

## Statistiche
Statistiche aggiornate al 3 gennaio 2021.

### Presenze e reti nei club
| Stagione          | Squadra             | Campionato        | Campionato | Campionato | Coppe nazionali | Coppe nazionali | Coppe nazionali | Coppe continentali | Coppe continentali | Coppe continentali | Altre coppe | Altre coppe | Altre coppe | Totale | Totale | Totale |
| Stagione          | Squadra             | Comp              | Pres       | Reti       | Comp            | Pres            | Reti            | Comp               | Pres               | Reti               | Comp        | Pres        | Reti        | Pres   | Reti   |        |
| ----------------- | ------------------- | ----------------- | ---------- | ---------- | --------------- | --------------- | --------------- | ------------------ | ------------------ | ------------------ | ----------- | ----------- | ----------- | ------ | ------ | ------ |
| 2015-gen. 2016    | Leioa               | SDB               | 4          | 0          | CR              | 0               | 0               |                    | -                  | -                  |             | -           | -           | 4      | 0      |        |
| gen.-giu. 2016    | Las Palmas Atlético | TD                | 5          | 0          |                 | -               | -               |                    | -                  | -                  |             | -           | -           | 5      | 0      |        |
| 2016-2017         | Las Palmas Atlético | TD                | 27         | 0          |                 | -               | -               |                    | -                  | -                  |             | -           | -           | 27     | 0      |        |
| 2017-2018         | Las Palmas Atlético | SDB               | 26         | 2          |                 | -               | -               |                    | -                  | -                  |             | -           | -           | 26     | 2      |        |
| 2018-2019         | Las Palmas Atlético | SDB               | 17         | 0          |                 | -               | -               |                    | -                  | -                  |             | -           | -           | 17     | 0      |        |
| Totale Las Palmas | Totale Las Palmas   | Totale Las Palmas | 75         | 2          |                 | -               | -               |                    | -                  | -                  |             | -           | -           | 75     | 2      |        |
| 2018-2019         | Las Palmas          | SD                | 18         | 1          | CR              | 0               | 0               |                    | -                  | -                  |             | -           | -           | 18     | 1      |        |
| 2019-2020         | Las Palmas          | SD                | 29         | 2          | CR              | 2               | 0               |                    | -                  | -                  |             | -           | -           | 31     | 2      |        |
| 2020-2021         | Las Palmas          | SD                | 16         | 0          | CR              | 1               | 1               |                    | -                  | -                  |             | -           | -           | 17     | 1      |        |
| Totale Las Palmas | Totale Las Palmas   | Totale Las Palmas | 63         | 2          |                 | 3               | 1               |                    | -                  | -                  |             | -           | -           | 66     | 3      |        |
| Totale carriera   | Totale carriera     | Totale carriera   | 142        | 4          |                 | 3               | 1               |                    | -                  | -                  |             | -           | -           | 145    | 5      |        |